# Mura di Lecco
Le mura di Lecco erano una fortificazione perimetrale dall'insolita pianta triangolare a difesa del borgo di Lecco in Lombardia.

Furono costruite, assieme al castello, a partire dal 1336 da Azzone Visconti, Signore di Milano, che conquistò il territorio di Lecco successivamente alla sua distruzione nel 1296 da parte del nonno Matteo I Visconti che la rase al suolo dando ordine di non risorgere mai più.

Vennero ulteriormente ampliate dagli spagnoli per poi essere definitivamente soppresse, sotto il dominio austriaco, da Giuseppe II d'Asburgo-Lorena fra il 1782 e il 1784.
(Alessandro Manzoni, I promessi sposi, capitolo I, 1840)

## Storia

### Epoca romana e previscontea
La prima testimonianza di costruzioni nel territorio di Lecco è attribuita ai Celti che eressero sulle alture delle montagne circostanti, in luoghi impervi, dei recinti di pietra contenenti un altare sacro come simbolo dell'unità di ogni nucleo. La prima fortificazione, secondo alcune indagini archeologiche condotte dai musei civici, è di epoca tardo-romana o alto medievale sul colle di Santo Stefano dove sono stati identificati tratti di muratura probabilmente pertinenti a un Castrum costruito in pietre di calcare locale. I primi insediamenti sul territorio risalgono al VI-VII secolo quando a Lecco si trovava a guardia di un incrocio fra la strada che da Milano risaliva i valichi alpini (lungo il celebre Sentiero del Viandante) e quella militare che da Bergamo si dirigeva su Como e le valli del Ticino.

All'inizio del X secolo, gli Ungari invasero questi luoghi facendo sorgere nell'attuale zona di Castello una fortificazione al fine di proteggere i magazzini di raccolta della corte della città che si stava formando in riva al lago arricchita nel frattempo
di cantieri navali e mercati di grande richiamo. Durante il XII secolo la zona del porto che si stava espandendo vide una prima cinta muraria attrezzata di torri a loro guardia. Nel 1117 scoppiò una lunga guerra durata dieci anni fra i paesi dei laghi di Como e di Lugano contro Milano di cui Lecco era alleata. Como dovette capitolare poiché fu assediata via lago dai lecchesi mentre Milano la bloccò via terra. Ciò nonostante i rapporti con Milano erano tesi a causa di motivi politici ed economici. Dopo un breve periodo di pace Lecco si alleò con Federico II di Svevia, nipote del Barbarossa ma nel 1250 i milanesi assediarono il castello sul colle di Santo Stefano e lo rasero al suolo così come il borgo nel 1296 per ordine di Matteo I Visconti che dispose di non farlo mai più risorgere.

### La rinascita viscontea

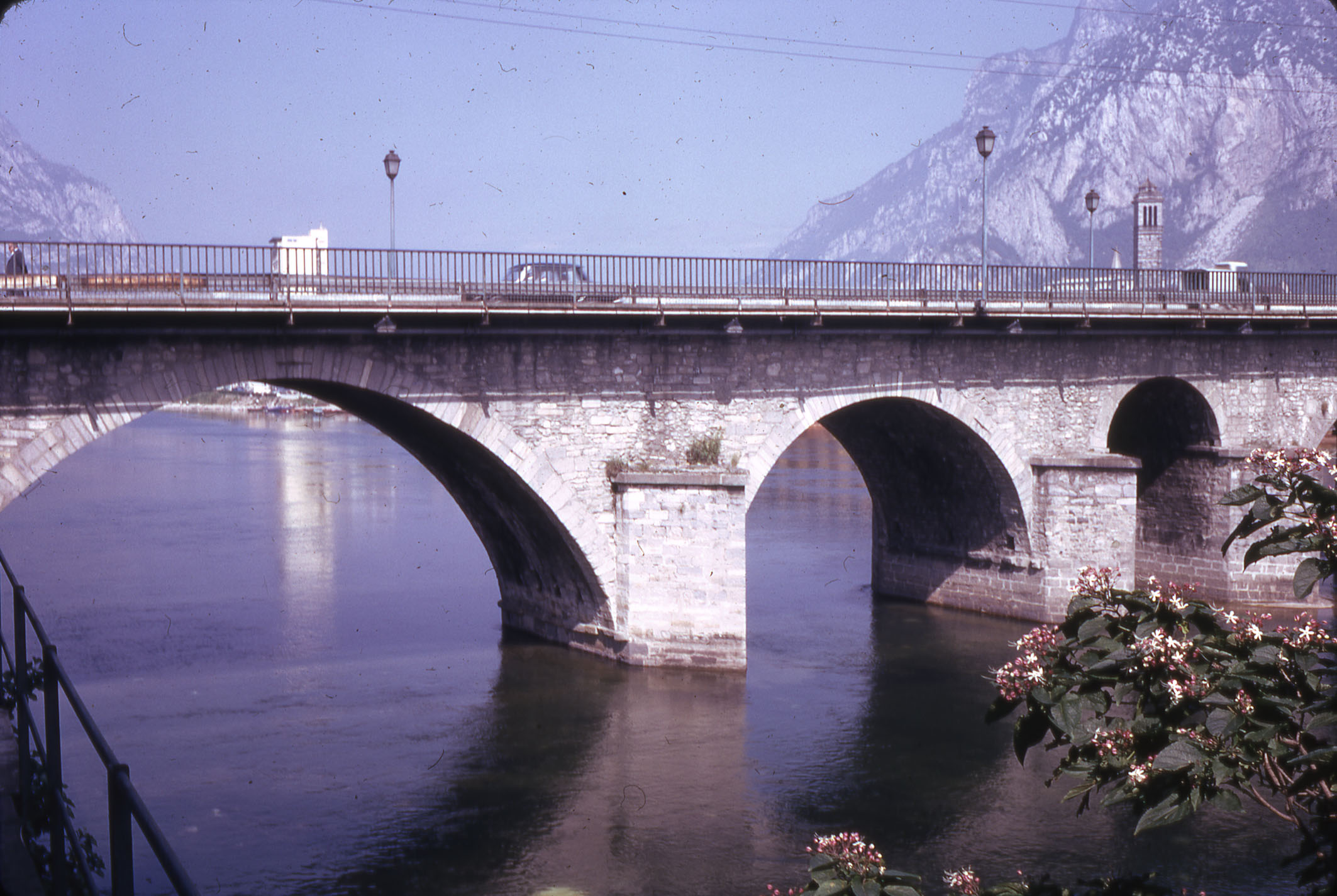
Particolare delle arcate del ponte Azzone Visconti (comunemente chiamato Ponte Vecchio)

Azzone Visconti, nipote di Matteo è noto per essere riuscito a riunire attorno a Milano tutte le città lombarde fra cui Lecco che ne giovò in modo particolare. Egli, considerando l'importanza strategica della zona posta al confine con la Repubblica di Venezia, fece rinascere il borgo raso al suolo dal nonno con la costruzione del ponte omonimo e la realizzazione delle mura perimetrali a difesa della città fra il 1336 e il 1338.
La Torre Viscontea, oggi inglobata nella piazza principale di Lecco, controllava la principale porta aperta verso Milano ed al suo fianco era presente un corpo di guardia, nonché una cappella della Madonna di Loreto, ora completamente trasformata in locale con attività commerciale.
Il borgo fortificato, a cui era annesso anche il castello a lago, venne ulteriormente potenziato dal punto di vista fortilizio, nei secoli successivi dapprima con gli Sforza, dinastia milanese che succedette ai Visconti nel 1447 poi con gli spagnoli nel 1551.

I duchi di Milano, a partire dal 1466 fino al primo decennio del XVI secolo, potenziarono il castello realizzando un porto fortificato annesso e fecero erigere il bastione di Porta Nuova che rappresentava l'ingresso nord (all'inizio dell'attuale via Bovara) in corrispondenza del punto in cui le acque del torrente Gerenzone si dividevano in due rami per poi immettersi nel golfo.

### Il dominio spagnolo e austriaco
(Alessandro Manzoni, I promessi sposi, capitolo I, 1840)

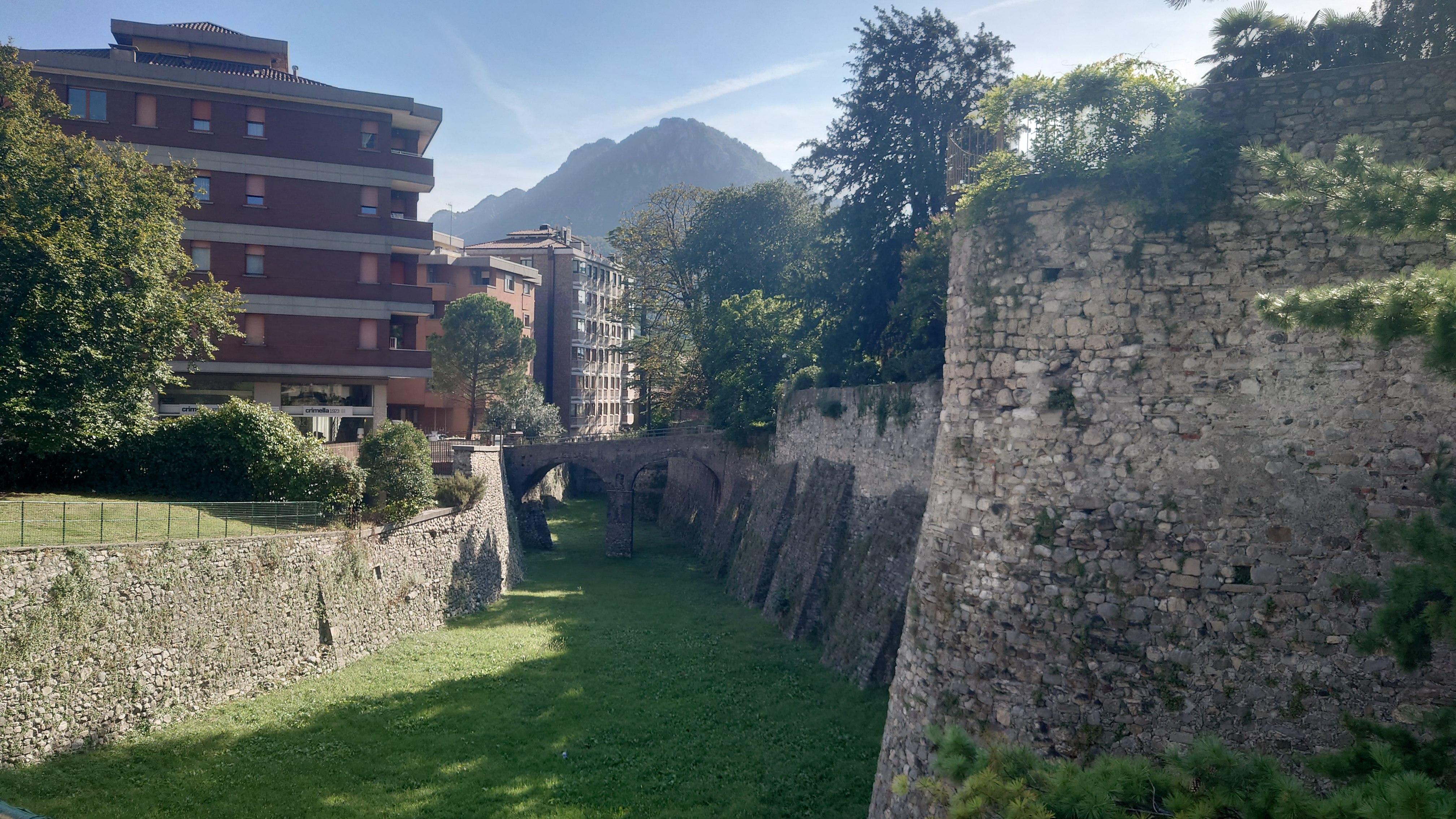
Vallo delle mura rivolto a sud

Gli spagnoli sotto Carlo V (imperatore del Sacro Romano Impero), che succedettero agli Sforza dopo la caduta del Ducato di Milano, intervennero a sistemare ed adeguare il sistema fortilizio alle nuove tecniche di guerra, che si basavano sull'uso dell'artiglieria trasformandolo in una piazzaforte militare. Essi rafforzarono le difese delle tre porte, crearono gli spalti al di là del fossato e completarono il grande bastione rotondo che divenne una postazione cannoniera riattata alla fine del XIX secolo come basamento sul quale fu eretto il campanile di San Nicolò. Tutt'oggi il sagrato della basilica è sorretto da una parte delle vecchie mura mentre il palazzo dei governatori spagnoli è oggi sede della biblioteca civica.
Fino al 1782 la cinta muraria restò pressoché intatta, quando, con la caduta degli Spagnoli e l'avvento del dominio austriaco, l'imperatore Giuseppe II d'Asburgo-Lorena, in visita alla città, ne decretò la definitiva abolizione della piazzaforte militare per l'introduzione dell'artiglieria a fuoco causando involontariamente l'espansione del borgo fortificato verso i rioni (alcuni di essi enti autonomi) che vennero successivamente inglobati andando a formare l'attuale città.

Il castello, ad eccezione della Torre Viscontea che ne rimane l'unica testimonianza, venne così smembrato e venduto ai privati.

## La struttura

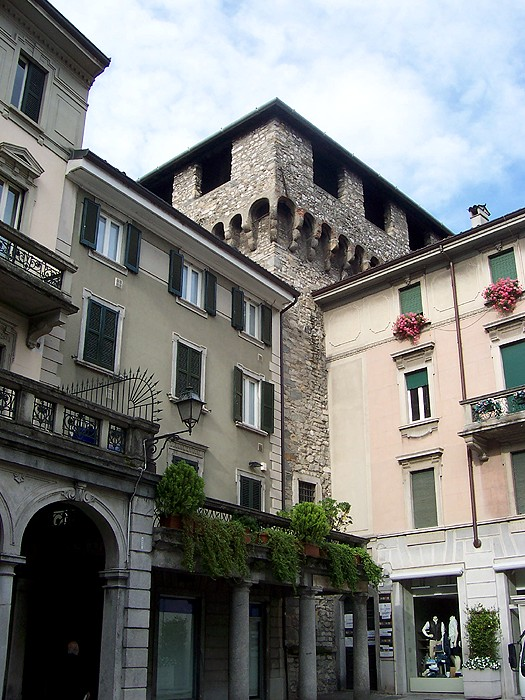
La torre viscontea, tra i pochi reperti delle fortificazioni anticamente esistenti

### Le mura perimetrali

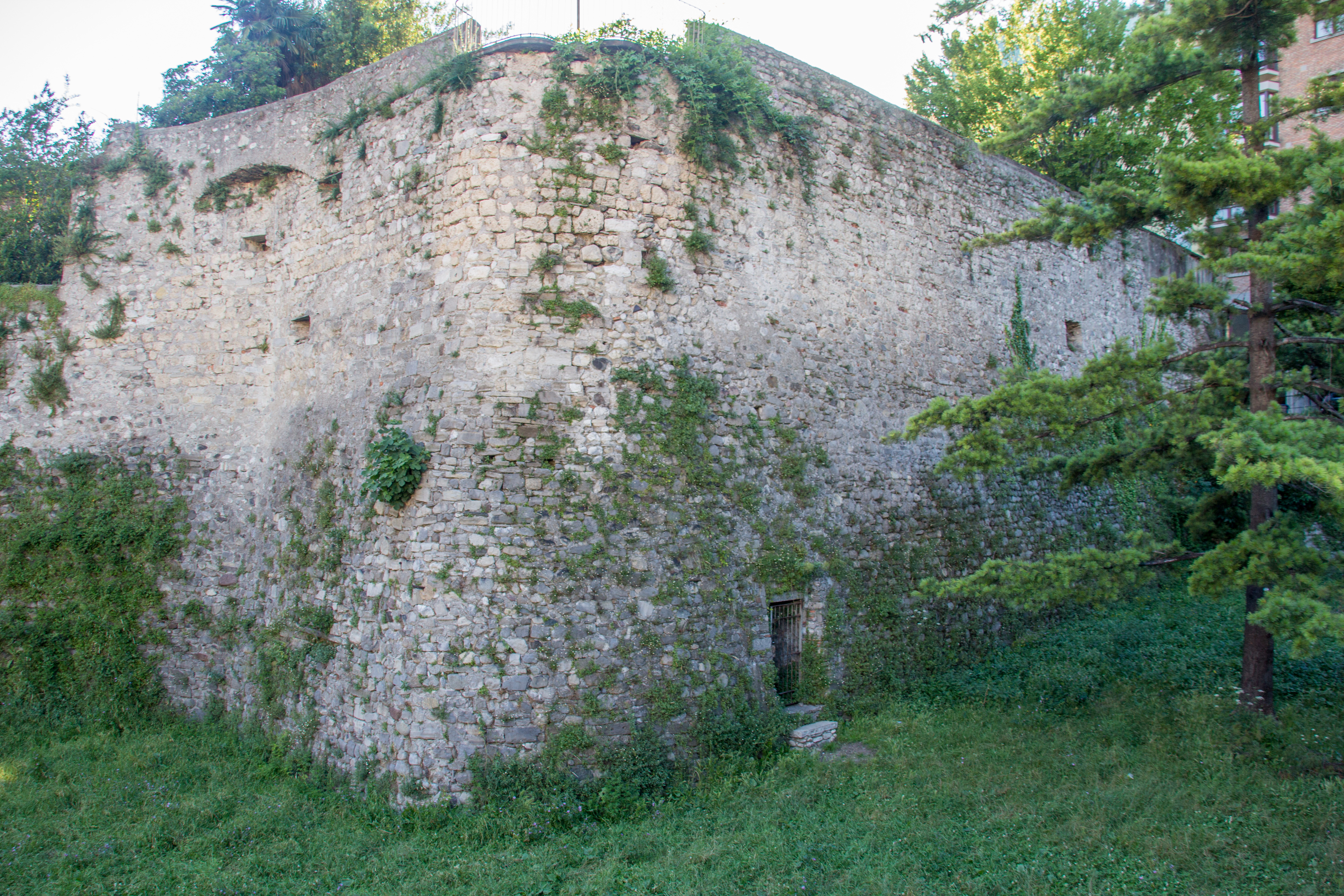
Mura settentrionali della Porta del soccorso

«Intorno al 1450, la fortificazione di Lecco aveva un andamento pressoché triangolare, con la base sul lago in corrispondenza dell'attuale molo, (dove sorgeva la Porta di Santo Stefano); proseguivano verso l'odierno oratorio della basilica di San Nicolò e raggiungevano la prima torre, detta torrione, la cui parte inferiore esiste ancora come base del campanile. Le mura piegavano quindi per un breve tratto verso la punta del triangolo, poi si spingevano verso l'attuale Via Bovara, raggiungendo al vertice la Porta Nuova o Porta del Soccorso difesa da due ponti levatoi (qui sorgeva la casa del comandante della piazzaforte). Da quel punto aveva inizio l'altro ramo della fortificazione che, con un andamento regolare, discendeva attraverso le attuali via Volta e via Cavour fino a via Mascari per poi ripiegare verso il lago dove si trovava la terza porta detta di Milano, del Castello o di San Giacomo”, munita anch'essa di ponte levatoio e rivellino antistante.
La fortificazione era costituita da una cinta esterna formante lo spalto e dal bastione: così rappresentavano la prima difesa, cui seguiva la fossa, e infine le mura. Queste ultime erano formate da due muri pressoché paralleli e congiunti tra loro da aperture comunicanti con un corridoio circolare, dove si distaccavano, verso la fossa, alcuni piani inclinati, di dimensioni variabili. Per il riempimento del fossato si utilizzava l'acqua della Fiumicella, una derivazione artificiale del torrente Gerenzone, che in corrispondenza della “Porta Nuova”, al vertice del triangolo, si dividevano in due rami, e li vi erano dei muri traversi che servivano per non farli scorrere troppo rapidamente verso il lago. Il Fiumicella attraversava anche il borgo per tutta la via Nova, muovendo con la sua acqua tre mulini posti all'interno del borgo stesso; veniva infatti anche chiamato Acqua dei molini.
Parti non visibili pubblicamente della mura e del contrafforte degli spalti si trovano nei sotterranei della casa di riposo di via San Nicolò, la via che sale a destra della Basilica; altri resti sono inglobati in alcune costruzioni private.

Della fortificazione originale resta soltanto il cosiddetto Vallo delle Mura situato nei pressi della stazione ferroviaria, in corrispondenza dell'antico ingresso di Porta Nuova, nel vertice orientale.

### Il castello
Il castello, circondato dall'acqua, occupava un'area di circa 1150 m² con un fronte di 53,50 m circa verso l'attuale piazza XX Settembre. Nella parte verso il lago formava un porto difeso per le barche mentre sulla destra della torre si riscontrava un magazzino grande e un cortile verso l'interno del borgo per i soldati. Lateralmente v'erano tre botteghe, con retrostante entrata, fossa e scala di entrata ai quartieri. Sulla sinistra della torre vi era il corpo di guardia che sorvegliava la porta del borgo, e dal quale si accedeva al bastione del molo, dove era la garitta della sentinella. Verso il lago si trovava il molo militare, che poteva essere sorvegliato e difeso attraverso feritoie che si aprivano da una galleria che occupava tutta la lunghezza del castello dov'era sempre presente un luogotenente o castellano. Poche modifiche si ebbero nei secoli successivi, anche con l'arrivo degli spagnoli, che si preoccuparono solo di chiudere le porte del borgo e di estendere gli spalti fuori le mura, ponendovi un governatorato, dove oggi sorge la biblioteca comunale, e una forte guarnigione. In questo periodo le vecchie torri e i vecchi castelli o vanno in rovina oppure si trasformano in abitazioni o ville.